# Mataeocephalus
A Mataeocephalus a sugarasúszójú halak (Actinopterygii) osztályának a tőkehalalakúak (Gadiformes) rendjébe, ezen belül a hosszúfarkú halak (Macrouridae) családjába tartozó nem.

## Rendszerezés
A nembe az alábbi 6 faj tartozik:
- Mataeocephalus acipenserinus (Gilbert & Cramer, 1897) - típusfaj
- Mataeocephalus adustus Smith & Radcliffe, 1912
- Mataeocephalus cristatus Sazonov, Shcherbachev & Iwamoto, 2003
- Mataeocephalus hyostomus (Smith & Radcliffe, 1912)
- Mataeocephalus kotlyari Sazonov, Shcherbachev & Iwamoto, 2003
- Mataeocephalus tenuicauda (Garman, 1899)